# Infosys

Infosys logotyp.

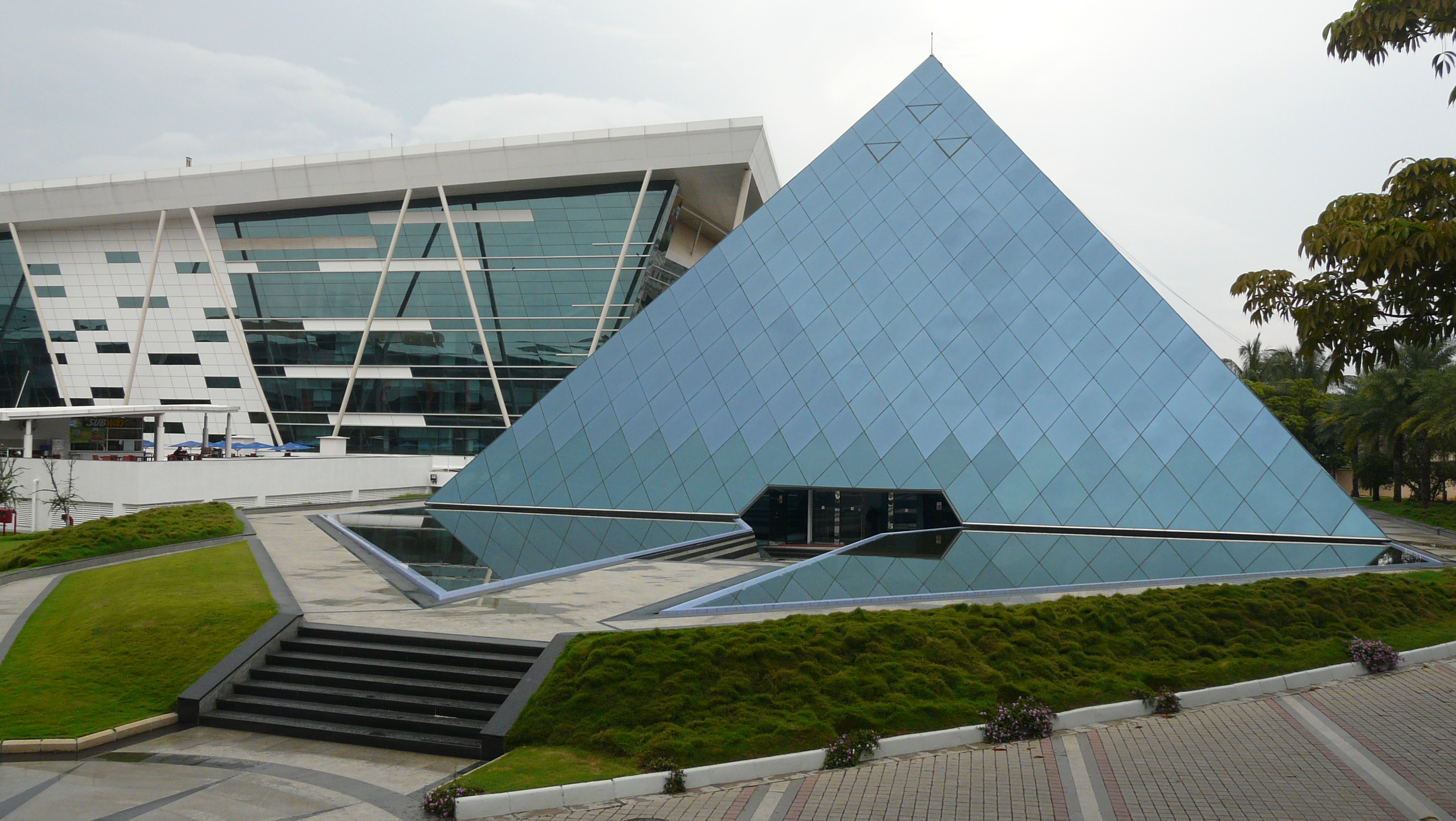
Infosys pyramid i Bangalore.

Infosys Technologies Limited (Nasdaq:INFY) är ett större indiskt företag i IT-branschen, med huvudkontor i Bangalore. Företaget grundades 1981 och börsnoterades 1993. Grundarna av företaget var sju personer som redan var aktiva inom IT-branschen, nämligen N.R. Narayana Murthy, Nandan Nilekani, N.S. Raghavan, S. Gopalakrishnan, S.D. Shibulal och K. Dinesh. Nandan Nilekani är verkställande direktör. Narayana Murthy är Chief Mentor.

## Företagets historia (i urval)
- 1981 Företaget grundades i Pune (i delstaten Maharashtra).
- 1983 flyttades huvudkontoret till Bangalore (i Karnataka).
- 1987 - första filialen i USA - Fremont, Kalifornien.
- 1996 - första filialen i Europa in Milton Keynes, Storbritannien.
- 1998 - får de utmärkelsen "årets företag" i Economic Times Awards.
- 2003 - Infosys köper "Expert Information Services" i Australien för att bilda Infosys Technologies Australia.
- 2004 - bildas "Infosys Consulting Inc." i Texas.

Man har numera kontor även i Sverige, och den globala arbetsstyrkan är 165 411 (30 september 2014), vilka arbetar inom konsultverksamhet, programvaruutveckling och produktutveckling. Omsättningen 2003 var omkring $ 1 miljard. 1997 uppnådde Infosys SEI-CMM nivå 5. 2001 och 2002 utsågs företaget till "Bästa arbetsgivare i Indien" av tidskriften Business Today och till "India's Most Respected Company" av Business World.